# エルヴィス・レジュベツァイ
エルヴィス・レジュベツァイ（1997年11月1日 - ）はコソボのサッカー選手。ポジションはMF。FCアウクスブルク所属。

## 経歴
ドイツ代表のほか、コソボ代表でプレーする権利を有している。
2017年8月20日、VfLヴォルフスブルクと契約する。2018年1月28日、ハノーファー96戦でデビューした。
2020年1月、1.FCケルンに期限付き移籍した。
2021年8月2日、VfLボーフムに期限付き移籍した。
2022年7月27日、FCアウクスブルクと4年契約を結んだ。